# Аббасов, Зияфет Амир оглы
Зияфят Амир оглы Аббасов (азерб. Ziyafət Abbasov; 1 октября 1935, Баку, Закавказская Социалистическая Федеративная Советская Республика) — азербайджанский и советский режиссёр, сценарист, редактор, продюсер.
Заслуженный деятель искусств Азербайджанской ССР (1991)

## Биография
В 1963-1968 годах учился на режиссёрском факультете Азербайджанского государственного художественного института . С 1968 по 1974 год работал режиссёром на Азербайджанской государственной телерадиокомпании, а с 1974 года на киностудии «Азербайджанфильм» . 
Работал главным редактором киножурнала «Мозалан», для которого снял 34 художественных и документальных сюжета. Был режиссёром нескольких художественных кинофильмов («Дервиш взрывает Париж» (1978, второй режиссёр), «Его бедовая любовь» (1980)).
Некоторое время был художественным руководителем киноактерского театра-студии киностудии «Азербайджанфильм».
В 1994 году З. Аббасов был назначен заместителем директора киностудии, работал директором Азербайджанфильма в 1994-2001 годах.